# Ejpovice
Ejpovice – miasteczko w aglomeracji Pilzna w Czechach w kraju pilzneńskim. Ejpovice zamieszkuje 559 mieszkańców. Pierwsze wzmianki o miejscowości pochodzą z 1331 roku.
W miejscowości jest przystanek kolejowy Ejpovice.